# Катюша (песен)
Вижте пояснителната страница за други значения на Катюша.
„Катюша“ (на руски: Катюша) е съветска народна песен и военен марш, композиран от Матвей Блантер през 1938 г., по текст на съветския поет Михаил Исаковски. Първото му официално изпълнение и запис на песента е на Валентина Батищева в Колонната зала на Дома на съюзите в Москва, на концерта на Държавния джаз оркестър на СССР през 1939 г.
През март 2023 г. спортният арбитражен съд (КАС) забранява на Русия да изпълнява патриотичната песен „Катюша“ на големи международни турнири, след като е забранено изпълнението на официалния държавен химн на страната. Вето, относно химна на Русия е наложено на 17 декември 2020 г. с решение на КАС заради дългогодишна практика на манипулиране на допинг проби в Московската антидопингова лаборатория и националната политика за прикриването на употреба на забранени стимуланти от спортистите.
През 2024 г. е издадена „Катюша – Ответ Бойца“, музика Матвей Блантер, текст Михаил Исаковски, Валентина Чмирева, аранжимент Роман Бобров, изпълняват Юлия Щербакова и Роман Бобров.
Малък астероид носи нейното име: това е 1900 Катюша (Катюша е руското умалително име на Екатерина).

## Текст
Расцветали яблони и груши,

Поплыли туманы над рекой.

Выходила на берег Катюша,

На высокий берег на крутой.

Выходила, песню заводила

Про степного, сизого орла,

Про того, которого любила,

Про того, чьи письма берегла.

Он ты, песня, песенка девичья,

Ты лети за ясным солнцем вслед.

И бойцу на дальнем пограничье

От Катюши передай привет.

Пусть он вспомнит девушку простую,

Пусть услышит, как она поет,

Пусть он землю бережет родную,

А любовь Катюша сбережет.

Расцветали яблони и груши,

Поплыли туманы над рекой.

Выходила на берег Катюша,

На высокий берег на крутой.
Катюша фронтовая. Алтернативен вариант 1, пят по фронтовете на Великата отечествена война. Музика Матвей Блантер, текст народен.
Разлетались головы и туши,

Дрожь колотит немца за рекой.

Это наша русская „катюша“

Немчуре поет за упокой.

Расскажи, как песню заводила,

Расскажи про „катины“ дела,

Про того, которого лупила,

Про того, чьи кости разнесла.

Все мы любим душеньку „катюшу“,

Все мы любим, как она поет,

Из врага выматывает душу,

А бойцам отвагу придает.
Катюша фронтовая. Алтернативен вариант 2, пят по фронтовете на Великата отечествена война. Музика Матвей Блантер, текст народен.
Осыпались яблони и груши,

Зашумели ветры над рекой.

Проходила берегом Катюша

В сапогах, в пилотке боевой.

Проходила по лесам и селам

Партизанской узкою тропой.

С той же самой песенкой веселой,

Что когда-то пела над рекой.

И не раз фашистов сокрушала,

Защищая родину свою.

С автоматом девушка простая,

О которой в песенке поют.

Лейся, песня, лейся в небе чистом,

Мчись вперед со скоростью орла.

И бойцу – отважному танкисту -

Расскажи про Катины дела.

Пусть он вспомнит девушку простую,

Пусть услышит, как она поет.

Носит Катя форму боевую

И в бою отважно немцев бьет.

Прозвучит победа над страною,

На полях затихнет жаркий бой.

В край родной дорогой фронтовою

Возвратятся воины домой.

Расцветут и яблони, и груши,

Поплывут туманы над рекой.

С песней выйдет на берег Катюша

В сапогах, в пилотке боевой.